# بيدرو أنطونيو نونيز
بيدرو أنطونيو نونيز (5 سبتمبر 1989 بسانتو دومينغو في جمهورية الدومينيكان - ) هو لاعب كرة قدم دومينيكاني في مركز الدفاع. شارك مع منتخب جمهورية الدومينيكان لكرة القدم. أما مع النوادي، فقد لعب مع US Poggibonsi ‏ وTempête FC ‏ وBauger FC ‏ وAtlético Pantoja ‏ ونادي تيراسا ‏ وUE Rubí ‏.

## وصلات خارجية
- بيدرو أنطونيو نونيز على موقع قاعدة بيانات كرة القدم.إي يو (الإنجليزية)
- بيدرو أنطونيو نونيز على موقع ناشيونال فوتبول تيمز (الإنجليزية)